# Капусткина, Мария Вадимовна
Мари́я Вади́мовна Капу́сткина (род. 19 июня 1989 года, Ленинград) — российская сноубордистка, выступающая в параллельных дисциплинах. Чемпионка и призёр Сурдлимпийских игр, заслуженный мастер спорта. Чемпионка мира (2013) и Европы (2012), победитель и призёр чемпионатов и кубков России по сноуборду.

## Награды и спортивные звания
- Почётная грамота Президента Российской Федерации (8 апреля 2015 года) — за выдающийся вклад в повышение авторитета Российской Федерации и российского спорта на международном уровне и высокие спортивные достижения на XVIII Сурдлимпийских зимних играх 2015 года[2].
- Заслуженный мастер спорта России (2015).